# Nsanje
Nsanje (già Port Herald) è un centro abitato del Malawi, situato nella Regione Meridionale.